# Алдо Тонти
Алдо Тонти (на италиански: Aldo Tonti) е италиански кинооператор и актьор. 

## Биография
Роден в Рим, Тонти започва кариерата си като фотограф, след което влиза в индустрията на киното като асистент оператор.  Дебютира като оператор през 1939 г. с „Piccoli naufraghi“ на Флавио Калзавара. Първата му отличителна работа е в „Натрапчивост“ на Лукино Висконти.  Негови творби включват филми на Федерико Фелини, Кинг Видор, Ричард Флейшър, Роберто Роселини, Джон Хюстън, Алберто Латуада, Марио Моничели, Серхио Солима, Пиетро Джерми, Дино Ризи, Марко Ферери. През 1961 г. печели „Сребърна лента“ за най-добра кинематография за „Невинни диваци“ на Никълъс Рей.  Тонти се пенсионира през 1982 г.

## Избрана филмография
| година | филм                                         | оригинално заглавие                        | режисьор                               |
| ------ | -------------------------------------------- | ------------------------------------------ | -------------------------------------- |
| 1943   | Натрапчивост                                 | Ossessione                                 | Лукино Висконти                        |
| 1948   | Любовта                                      | L'amore                                    | Роберто Роселини                       |
| 1957   | Нощите на Кабирия                            | Le notti di Cabiria                        | Федерико Фелини                        |
| 1959   | Зимна ваканция                               | Vacanze d'inverno                          | Камило Мастрочинкуе, Джулиано Карминео |
| 1959   | Индия: Майката земя                          | India: Matri Bhumi                         | Роберто Роселини                       |
| 1965   | Казанова '70                                 | Casanova '70                               | Марио Моничели                         |
| 1966   | Операция „Сан Дженаро“                       | Operazione San Gennaro                     | Дино Ризи                              |
| 1970   | Бранкалеоне на кръстоносен поход             | Brancaleone alle Crociate                  | Марио Моничели                         |
| 1976   | Няколко странни случая (Италиански супермен) | Quelle strane occasioni (Italian Superman) | Нани Лой                               |